# 岩下城
岩下城（いわしたじょう）は、群馬県吾妻郡東吾妻町岩下地区（上野国吾妻郡）にあった日本の城（山城）。戦国期に吾妻郡に拠った吾妻斎藤氏の拠点とされる。吾妻斎藤氏が没落した後は武田氏家臣や周辺の武田方国衆が在城した。

## 歴史
吾妻荘を統一した吾妻斎藤氏・斎藤憲次が岩下城に入ったのが始まりとされる。後に憲次は旧主である大野氏を討ち取り岩櫃城に移り、岩下城に家臣・富沢但馬守基幸を入れて守らせたとされるが、そもそも岩櫃城が築城されたのは永禄期とされるためにこの内容は信憑性に疑問がある。
吾妻斎藤氏は岩下城を本拠とする岩下斎藤氏と嶽山城を本拠とする嶽山斎藤氏の二家が存在したとされる。
吾妻斎藤氏は当初関東管領・山内上杉氏に従っていたが、関東南部から台頭してきた後北条氏の勢力に押されて上杉憲政が越後に逃れると、吾妻斎藤氏も永禄元年（1558年）までに後北条氏に従属した。しかし同3年（1560年）に長尾景虎（上杉謙信）による関東侵攻が行われ、長尾軍により北上野の沼田城・明間城（現・東吾妻町）と共に岩下城も攻略された。これにより両斎藤氏は長尾（上杉）氏に従属し、岩下衆の筆頭として嶽山斎藤氏の斎藤憲広（憲次の子とされる）が吾妻郡を統括する立場となった。
翌4年（1561年）に武田信玄による西上野侵攻が行われると、斎藤憲広ら吾妻斎藤氏をはじめとする吾妻郡の国衆は武田氏に従った。しかし憲広は同郡の鎌原重澄と所領を巡り対立し、また箕輪長野氏を通じて上杉氏への離反を試みており、次第に武田氏と対立するようになった。同6年（1563年）末に憲広は武田氏から離反し、岩下城（若しくは岩櫃城）に籠城する。しかし、甥で岩下斎藤氏の斎藤弥三郎や配下の海野幸光・輝幸兄弟に離反され、城から退去し越後に逃れた。
憲広の没落後は甥の弥三郎が岩下城とその所領の五分の一を継承し、岩下城の国衆として存在したと推測される。しかし弥三郎も同8年（1565年）2月までに武田氏から離反し嶽山城に籠城しており、これにより吾妻斎藤氏は没落した。その後岩下城は武田家臣の三枝虎吉や鎌原重澄が在番し、武田氏の属城となった。

## 立地・構造
吾妻郡東吾妻町岩下地区の吾妻川左岸に立地し、東側には岩櫃城を含む岩櫃山がある。吾妻川の対岸には三島根小屋城があり、共に岩櫃城の西方を防衛する上で重要な拠点である。
城郭の中心には南北に山を分断する巨大な大堀切があり、これにより東西に二つの曲輪群に分けられている。この構造は「一城別郭」といわれ、吾妻郡ではよくみられる構造であるという。
西側は大堀切に接した方形状の曲輪を主郭とし、主郭の西側の曲輪には秋葉神社が立地している。秋葉神社から南側には参道があり、これが当時の大手口とされる。北西方面には不整形で平坦な曲輪が段状にいくつか配置されており、城の居住区と推測される。築城当初はこの西側の曲輪群のみが存在し、次第に防衛強化のために大堀切の東側が拡張されたと推測されている。
東側は南北に延びる尾根の結節点に頂点となる曲輪を配置し、それを中心にいくつかの曲輪が配置されている。北側の尾根が三重の堀切で遮断し、南側の尾根には細長い曲輪が配置されている。